# Rick Kiefer
Richard „Rick“ Kiefer (* 24. Mai 1939 in Cleveland; † 2. März 2025) war ein US-amerikanischer Jazztrompeter, der lange in Deutschland tätig war.
Kiefer spielte 1957 zunächst bei Buddy Morrow, Benny Goodman und Urbie Green, bevor er im gleichen Jahr Mitglied der Bigband von Maynard Ferguson wurde, in der er bis 1963 blieb. 1964 trat er beim Berliner Jazzfestival auf und wurde dann von Max Greger in dessen Orchester geholt. 1968 spielte er auf dem Jazzfestival Frankfurt.  Ende der 1960er Jahre wechselte er von Greger nach Köln ins Orchester Kurt Edelhagen. In den nächsten Jahren arbeitete er auch bei James Last und in der Rhythm Combination & Brass von Peter Herbolzheimer, bevor er Ende der 1970er Jahre Mitglied der WDR Big Band Köln wurde. Daneben war er an Alben der Kenny Clarke/Francy Boland Big Band, von Don Menza und mit Sigi Schwab beteiligt.

## Lexigraphischer Eintrag
- Carlo Bohländer, Karl Heinz Holler: Reclams Jazzführer (= Reclams Universalbibliothek. Nr. 10185/10196). Reclam, Stuttgart 1970, ISBN 3-15-010185-9.